# Canoinhas (microregio)
Canoinhas is een van de 20 microregio's van de Braziliaanse deelstaat Santa Catarina. Zij ligt in de mesoregio Norte Catarinense en grenst aan de microregio's União da Vitória (PR), São Mateus do Sul (PR), Lapa (PR), Rio Negro (PR), São Bento do Sul, Blumenau, Rio do Sul, Curitibanos en Joaçaba. De microregio heeft een oppervlakte van ca. 9.420 km². In 2006 werd het inwoneraantal geschat op 240.980.
Twaalf gemeenten behoren tot deze microregio:
- Bela Vista do Toldo
- Canoinhas
- Irineópolis
- Itaiópolis
- Mafra
- Major Vieira
- Monte Castelo
- Papanduva
- Porto União
- Santa Terezinha
- Timbó Grande
- Três Barras

Mesoregio's: Grande Florianópolis · Norte Catarinense · Oeste Catarinense · Serrana · Sul Catarinense · Vale do Itajaí

Microregio's: Araranguá · Blumenau · Campos de Lages · Canoinhas · Chapecó · Concórdia · Criciúma · Curitibanos · Florianópolis · Itajaí · Ituporanga · Joaçaba · Joinville · Rio do Sul · São Bento do Sul · São Miguel do Oeste · Tabuleiro · Tijucas · Tubarão · Xanxerê